# Мікротипія

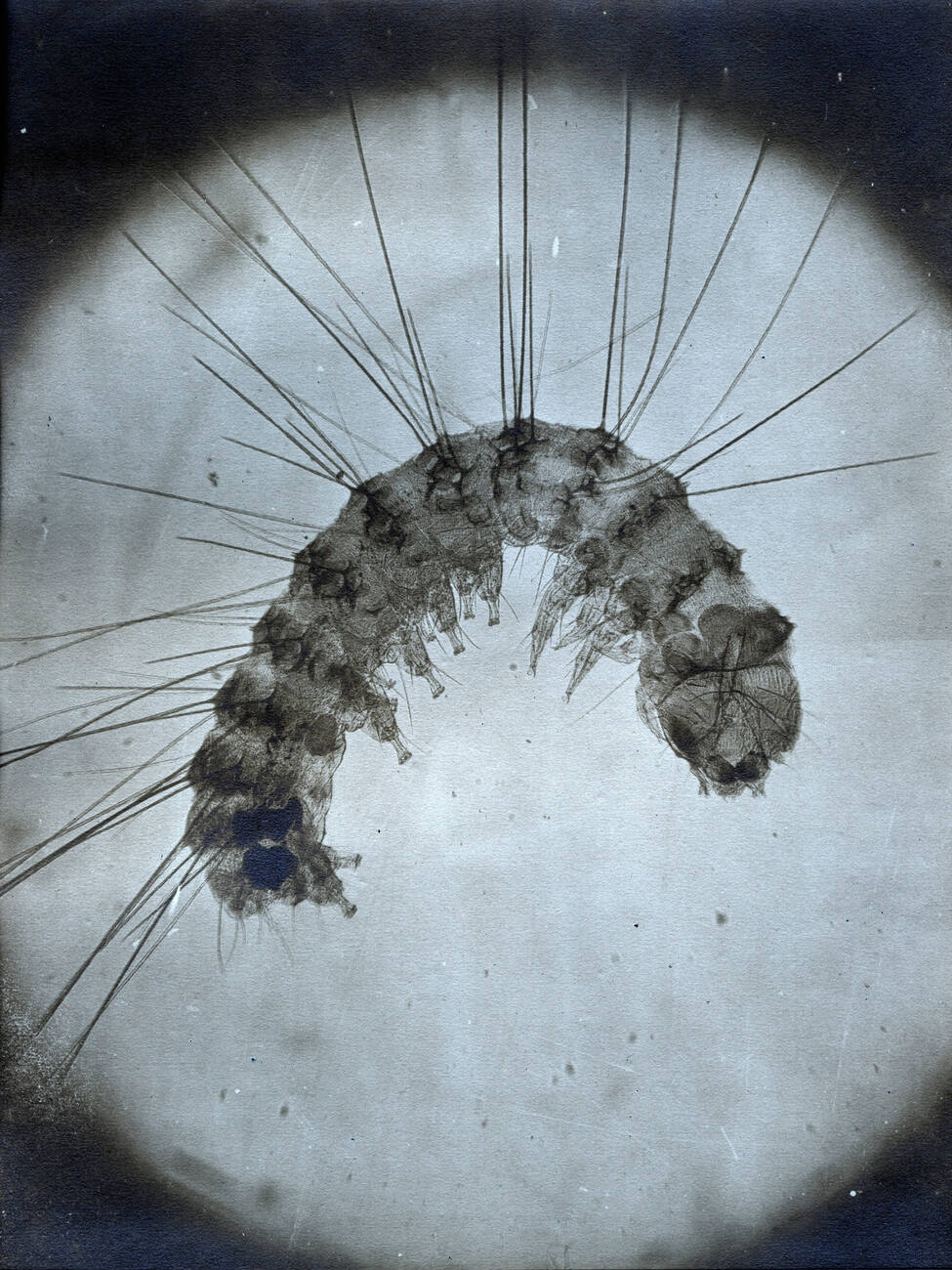
Mikrotypie. Alois Auer. 1853

Мікротипія (рос. микротипия, англ. photomicrograph print, нім. Mikrotypie f) — репродукція (відбиток) з фотографії, знятої через мікроскоп.
Одним з перших мікротипію широко застосував у ХІХ ст. ботанічний ілюстратор Алоїз Ауер (англ. Alois Auer)